# Jean-Luc Pérat
Jean-Luc Pérat, né le 23 janvier 1950 à Hirson (Aisne), est un homme politique français.

## Biographie
Jean-Luc Pérat est élu député dans la 24e circonscription du Nord le 17 juin 2007, en battant au second tour Alain Poyart (UMP) avec 53,15 % des suffrages. Il succède ainsi à Marcel Dehoux (PS) qui ne se représentait pas.
À l'occasion des élections législatives de 2012, sa circonscription d'élection est supprimée. Candidat à l'investiture socialiste dans la nouvelle 3e circonscription du Nord, il est battu lors d'une primaire interne par le maire de Maubeuge, Rémi Pauvros. En mars 2012, il annonce sa volonté de se présenter en dissident, ce qui entraîne son exclusion du PS.

## Mandats
Député :
- Depuis le 20/06/2007 : député de la 24e circonscription du Nord

Conseiller général :
- 19/03/2001 - 16/03/2008 : conseiller général du Nord (élu dans le canton de Trélon)
- 17/03/2008 - 2015 : conseiller général du Nord

Maire ou conseiller municipal :
- 18/03/1977 - 17/03/1983 : adjoint au maire d'Anor (Nord)
- 14/03/1983 - 19/03/1989 : conseiller municipal d'Anor
- 20/03/1989 - 18/06/1995 : maire d'Anor
- 18/06/1995 - 18/03/2001 : maire d'Anor
- 19/03/2001 - 16/03/2008 : maire d'Anor
- 2008/2014  : conseiller municipal d'Anor (3093 habitants)
- Depuis avril 2014 : Maire d'Anor[2]

Communauté de communes Action Fourmies et environs :
- 12/12/1992 - 17/03/1995 : vice-président
- 18/03/1995 - 17/03/2001 : vice-président
- 31/03/2001 - 16/03/2008 : vice-président
- 2008 - 2014 : premier vice-président

Communauté de communes du Sud Avesnois :
- Depuis avril 2014 : Président[3]